# Condition Decision Coverage
Condition/Decision Coverage (CDC), is een softwaretesttechniek waarbij met relatief weinig moeite veel getest wordt.

## Definitie volgens TMap
Volgens TMap (Test Management Approach) garandeert CDC dat de mogelijke uitkomsten van elke CONDITIE én van de BESLISSING minimaal één keer wordt getest.

## Stappenplan
Er zijn verschillende manieren om de benodigde testsituaties af te leiden. Het volgende stappenplan is een eenvoudige techniek omdat deze direct overzichtelijk maakt welke conditieparen CDC mogelijk maken.
Voorbeeld: Een medewerker kan worden aangenomen als deze of "de juiste opleiding heeft" of "sympathiek is". Daarnaast moet hij in beide gevallen "goede ervaring" hebben.

In formule wordt dat: R = (A OF B) en C.
- Stap 1: Maak een tabel met vijf kolommen (nummer, elke conditie en resultaat)

| Nummer | A | B | C | R |
| ------ | - | - | - | - |

- Stap 2: Vul de tabel overeenkomstig de Multiple Condition Coverage. Dit levert 2^3 = 8 testsituaties op.

| Nummer | A       | B       | C       | R              |
| ------ | ------- | ------- | ------- | -------------- |
| 1      | 1 (ja)  | 1 (ja)  | 1 (ja)  | 1 (aangenomen) |
| 2      | 1 (ja)  | 1 (ja)  | 0 (nee) | 0 (afgewezen)  |
| 3      | 1 (ja)  | 0 (nee) | 1 (ja)  | 1 (aangenomen) |
| 4      | 1 (ja)  | 0 (nee) | 0 (nee) | 0 (afgewezen)  |
| 5      | 0 (nee) | 1 (ja)  | 1 (ja)  | 1 (aangenomen) |
| 6      | 0 (nee) | 1 (ja)  | 0 (nee) | 0 (afgewezen)  |
| 7      | 0 (nee) | 0 (nee) | 1 (ja)  | 0 (afgewezen)  |
| 8      | 0 (nee) | 0 (nee) | 0 (nee) | 0 (afgewezen)  |

- Stap 3: Maak combinaties van testparen volgens de volgende handelwijze:

Koppel de bovenste nummer met de onderste, de een na de bovenste met de een na onderste, etc. 
Met dit voorbeeld wordt de volgende vier combinatieparen verkregen:
| Nummer | A       | B       | C       | R              |
| ------ | ------- | ------- | ------- | -------------- |
| 1      | 1 (ja)  | 1 (ja)  | 1 (ja)  | 1 (aangenomen) |
| 8      | 0 (nee) | 0 (nee) | 0 (nee) | 0 (afgewezen)  |

| Nummer | A       | B       | C       | R             |
| ------ | ------- | ------- | ------- | ------------- |
| 2      | 1 (ja)  | 1 (ja)  | 0 (nee) | 0 (afgewezen) |
| 7      | 0 (nee) | 0 (nee) | 1 (ja)  | 0 (afgewezen) |

| Nummer | A       | B       | C       | R              |
| ------ | ------- | ------- | ------- | -------------- |
| 3      | 1 (ja)  | 0 (nee) | 1 (ja)  | 1 (aangenomen) |
| 6      | 0 (nee) | 1 (ja)  | 0 (nee) | 0 (afgewezen)  |

| Nummer | A       | B       | C       | R              |
| ------ | ------- | ------- | ------- | -------------- |
| 4      | 1 (ja)  | 0 (nee) | 0 (nee) | 0 (afgewezen)  |
| 5      | 0 (nee) | 1 (ja)  | 1 (ja)  | 1 (aangenomen) |

- Stap 4: Verwijder die combinatieparen waarbij niet wordt verkregen: de mogelijke uitkomsten van de beslissing.

In genoemd voorbeeld is dat de combinatiepaar 2-7. Hier wordt niet de uitkomst 'aangenomen' getest.
- Stap 5: Kies een van de overgebleven combinatieparen.

Er kan dus gekozen worden voor een van de volgende combinatieparen 1-8, 3-6 of 4-5. 
Bijvoorbeeld:
| Testsituatienr | A       | B       | C       | R              |
| -------------- | ------- | ------- | ------- | -------------- |
| 3              | 1 (ja)  | 0 (nee) | 1 (ja)  | 1 (aangenomen) |
| 6              | 0 (nee) | 1 (ja)  | 0 (nee) | 0 (afgewezen)  |

CDC impliceert zowel Condition Coverage als Decision Coverage.